# 长苞黄花棘豆
长苞黄花棘豆（学名：Oxytropis ochrocephala var. longibracteata）为豆科棘豆属下的一个变种。